# Ugyops insularis
Ugyops insularis är en insektsart som beskrevs av Frederick Arthur Godfrey Muir 1926. Ugyops insularis ingår i släktet Ugyops och familjen sporrstritar. Inga underarter finns listade i Catalogue of Life.